# Llista de les banderes de Lituània
Aquesta és una llista que conté les diferents banderes que s'utilitzen o s'han utilitzat a Lituània.

## Bandera nacional
| Bandera             | Data                      | Ús                          | Descripció |
| ------------------- | ------------------------- | --------------------------- | --- |
| Bandera de Lituània | 1918, 1989, 2004–avui dia | Bandera nacional i civil    | Bandera formada per tres franges horitzontals d'igual amplada en colors groc, verd i vermell. Adoptada el 1918 i readoptada el 1989 amb proporció 1:2. El 2004 es modificà la proporció a 2:3. |
| Bandera d'estat     | 2004-avui dia             | Bandera d'estat i històrica | Camp vermell amb un cavaller amb armadura damunt un cavall sallent, tot d'argent, empunyant una espasa també d'argent guarnida d'or i sostenint un escut d'atzur carregat amb una creu patriarcal d'or; el cavall va ensellat i guarnit d'atzur, amb els bollons i els estreps d'or. Aquesta figura és coneguda en lituà com a Vytis ('el Perseguidor'). |

## Personals

### Govern
| Bandera                         | Data          | Ús                     | Descripció |
| ------------------------------- | ------------- | ---------------------- | --- |
| Estendard presidencial          | 1993–avui dia | Estendard presidencial | Camp vermell amb l'escut estatal. Proporció 5:6.                                                                         |
| Bandera del ministre de Defensa |               | Ministre de Defensa    | Camp blanc amb la bandera nacional al quarter i al vol una rodella vermella amb les Columnes de Gediminas. Proporció 1:2 |

### Forces armades
| Bandera                                            | Data          | Ús                                     | Descripció                                                                              |
| -------------------------------------------------- | ------------- | -------------------------------------- | --------------------------------------------------------------------------------------- |
| Bandera del Comandant en Cap de les Forces Armades | 1993–avui dia | Comandant en Cap de les Forces Armades | Camp blanc amb la bandera nacional al quarter i 3 estels vermells de sis puntes al vol. |

## Divisió Administrativa
Lituània està dividida en 10 circumscripcions territorials de primer ordre anomenades comtats.

### Comtats
Totes les banderes segueixen un mateix patró: una bordura blava amb deu creus patriarcals de Jagelló en groc que actua com a serrell de la característica central de la bandera, que és escollida pel propi comtat.
| Bandera                | Data          | Ús                    | Descripció |
| ---------------------- | ------------- | --------------------- | ---------- |
| Bandera d'Alytus       | 2004-avui dia | Comtat d'Alytus       |            |
| Bandera de Kaunas      | 2004-avui dia | Comtat de Kaunas      |            |
| Escut de Klaipėda      | 2004-avui dia | Comtat de Klaipėda    |            |
| Bandera de Marijampolė | 2004-avui dia | Comtat de Marijampolė |            |
| Bandera de Panevėžys   | 2004-avui dia | Comtat de Panevėžys   |            |
| Bandera de Šiauliai    | 2004-avui dia | Comtat de Šiauliai    |            |
| Bandera de Tauragė     | 2004-avui dia | Comtat de Tauragė     |            |
| Bandera de Telšiai     | 2004-avui dia | Comtat de Telšiai     |            |
| Bandera d'Utena        | 2004-avui dia | Comtat d'Utena        |            |
| Bandera de Vílnius     | 2004-avui dia | Comtat de Vílnius     |            |

### Municipals
Relació de banderes de les capitals de comtat, per a veure la resta cal consultar l'article principal.
| Bandera                | Data | Ús                                  | Descripció |
| ---------------------- | ---- | ----------------------------------- | --- |
| Bandera d'Alytus       |      | Alytus (Comtat d'-Alytus)           | Bandera heràldica extreta de l'escut municipal i que mostra un camp vermell amb una rosa blanca.                                                                                           |
| Bandera de Kaunas      |      | Kaunas (Comtat de Kaunas)           | Bandera heràldica extreta de l'escut municipal i que mostra un camp vermell amb el brau de l'escut al centre i dues franges horitzontals estretes grogues a les vores superior i inferior. |
| Bandera de Klaipėda    |      | Klaipėda (Comtat de Klaipėda)       | Bandera heràldica extreta de l'escut municipal i que mostra un camp dividit verticalment amb els dos colors de la ciutat i l'escut al centre. Proporció 1:1                                |
| Bandera de Marijampolė |      | Marijampolė (Comtat de Marijampolė) | Bandera heràldica extreta de l'escut municipal i que mostra un camp groc amb el contingut de l'escut d'armes de la ciutat.                                                                 |
| Bandera de Panevėžys   |      | Panevėžys (Comtat de Panevėžys)     | Bandera heràldica extreta de l'escut municipal. |
| Bandera de Šiauliai    |      | Šiauliai (Comtat de Šiauliai)       | Bandera heràldica extreta de l'escut municipal. |
| Bandera de Tauragė     |      | Tauragė (Comtat de Tauragė)         | Bandera heràldica extreta de l'escut municipal. |
| Bandera de Telšiai     |      | Telšiai (Comtat de Telšiai)         | Bandera heràldica extreta de l'escut municipal. |
|                        |      | Utena (Comtat d'Utena)              | No té bandera. |
| Bandera de Vílnius     |      | Vílnius (Comtat de Vílnius)         | Camp vermell fosc amb una franja horitzontal estreta groga centrada i l'escut de la ciutat també al centre.                                                                                |

## Militars
| Bandera                                                           | Data          | Ús                                                  | Descripció |
| ----------------------------------------------------------------- | ------------- | --------------------------------------------------- | --- |
| Bandera de les Forces Armades de Lituània                         |               | Forces Armades de Lituània                          | Camp vermell fosc amb l'emblema nacional dins una rodella vermella envoltada per una corona de llorer. Proporció 5:6                                                                                                |
| Estendard de l'Exèrcit lituà                                      |               | Exèrcit de Lituània                                 | Camp vermell amb les Columnes de Gediminas en groc. |
| Bandera del comandament de l'exèrcit lituà                        | 2004-avui dia | Comandament de l'exèrcit                            | Camp vermell fosc amb el Vytis (a l'anvers) o una maça (al revers) al centre, una bordura formada per una garlanda de fulles de roure a tots els costats i una Columna de Gediminas a cada cantonada. Proporció 5:6 |
| Bandera de la Força aèria lituana                                 | 2004-avui dia | Força Aèria Lituana                                 | Camp blanc amb la bandera nacional al quarter i ales estilitzades de color blau i una doble creu patriarcal al vol. La creu s'associa amb la dinastia Jagelló. Relació: 1:2                                         |
| Ensenya naval lituana                                             | 1992-avui dia | Ensenya naval                                       | Camp blanc amb una creu de sant Jordi blava i la bandera nacional al quarter. Relació: 1:2 |
| Bandera de proa lituana                                           | 2004-avui dia | Bandera de proa                                     | Bandera d'estat. |
| Bandera de les Forces Especials lituanes                          | 2004-avui dia | Forces d'operacions especials                       | Camp verd fosc amb la creu patriarcal de Jagelló en negre i fimbriada en vermell. |
| Bandera de la Força de Voluntaris de Defensa Nacional de Lituània | 1991-avui dia | Força de Voluntaris de Defensa Nacional de Lituània | Camp verd fosc amb l'emblema de la Força de Voluntaris de Defensa Nacional de Lituània al centre. |

### Històriques
| Bandera                               | Data      | Ús            | Descripció                                                                                           |
| ------------------------------------- | --------- | ------------- | --- |
| Ensenya naval de Lituània (1927-1940) | 1927-1940 | Ensenya naval | Bandera nacional amb un escut vermell carregat amb la creu patriarcal Jagelló blanca.                |
| Ensenya naval de Lituània (1992-2004) | 1992-2004 | Ensenya naval | Camp blanc amb una àncora blava al centre i carregada amb una rodella amb les columnes de Gediminas. |

## Organitzacions polítiques
| Bandera                                                        | Data | Ús                                        | Descripció                                                          |
| -------------------------------------------------------------- | ---- | ----------------------------------------- | ------------------------------------------------------------------- |
|                                                                |      | Unió Patriòtica - Democristians Lituans   | Camp blanc amb el logotip i les inicials TS-LKD del partit en blau. |
|                                                                |      | Unió Lituana d'Agricultors i Verds        | Camp blanc amb el logotip i el nom del partit en verd.              |
| Logotip del Partit del Treball                                 |      | Partit del Treball                        | Camp blanc amb el logotip i el nom del partit en blau.              |
| Logotip del Partit Socialdemòcrata de Lituània                 |      | Partit Socialdemòcrata de Lituània        | Camp vermell amb el logotip i les inicials del partit al centre.    |
| Logotip del Partit de la Llibertat                             |      | Partit de la Llibertat                    | Camp vermell amb el nom del partit.                                 |
| Logotip del Moviment dels Liberals de la República de Lituània |      | Moviment dels Liberals                    | Camp blanc amb el logotip i el nom del partit.                      |
| Logotip de l'Acció Electoral dels Polonesos a Lituània         |      | Acció Electoral dels Polonesos a Lituània |                                                                     |

## Històriques
| Bandera                                            | Data       | Ús                                                         | Descripció                                                                         |
| -------------------------------------------------- | ---------- | ---------------------------------------------------------- | ---------------------------------------------------------------------------------- |
| Estendard reial del Gran Ducat de Lituània         | Segle XVI  | Estendard reial del Gran Ducat de Lituània (reconstrucció) | Camp vermell amb la figura del Vytis.                                              |
| Estendard de la Confederació de Polònia i Lituània | Segle XVII | Estendard de la Confederació de Polònia i Lituània         | Estendard utilitzat durant el regnat de Segimon III Vasa.                          |
| Bandera de la Conferència de Vílnius               | 1917       | Bandera a la Conferència de Vílnius                        | Camp dividit horitzontalment en dues franges de colors verd fosc i vermell.        |
| Bandera de Lituània (1918-1940)                    | 1918-1940  | República de Lituània                                      | Mateix disseny que la bandera nacional d'avui dia. Proporció 2:3                   |
| Penó del regne de Noeruega (1814)                  | 1920–1922  | República de Lituània central                              | Camp vermell carregat al centre amb una àliga i el Vytis, tots dos en color blanc. |
| Bandera de Lituània (1988-2004)                    | 1988-2004  | República de Lituània                                      | Mateix disseny que la bandera nacional d'avui dia. Proporció 1:2                   |

### Sota ocupació soviètica
| Bandera                               | Data                 | Ús                                               | Descripció |
| ------------------------------------- | -------------------- | ------------------------------------------------ | --- |
| Bandera de l'RSS de Lituana-Belarussa | 1919                 | República Socialista Soviètica Lituana-Belarussa | Camp vermell. |
| Bandera de l'RSS de Lituània          | 1940-1941, 1944–1953 | República Socialista Soviètica de Lituània       | Camp vermell amb la inscripció "LIETUVOS TSR" (RSS de Lituània) sobre la falç i el martell. |
| Bandera de l'URSS                     | 1941-1944            | Unió de Repúbliques Socialistes Soviètiques      | Camp vermell amb l'escut d'armes estatal en groc, la falç i el martell sota un estel de cinc puntes, al quarter. |
| Bandera de l'RSS de Lituània          | 1953-1988            | República Socialista Soviètica de Lituània       | Camp vermell amb un estel de cinc puntes i la falç i el martell en or al quarter, sobre el que s'hi afegiren a la part inferior dues franges horitzontals, una de blanca més estreta i una de verda més ampla, ocupant uns 2/3 de l'amplada total. El revers de la bandera és llis. |